# La Caña Gris
La Caña Gris (subtitulada «Revista de poesía y ensayo») fue una revista literaria bilingüe (principalmente en castellano, pero con algunas colaboraciones en catalán) que se publicó en Valencia desde la primavera de 1960 hasta el otoño de 1962, promovida por Jacobo Muñoz, verdadero factótum de la revista, aunque formalmente figuraba como director José María Abad Tallada, con un equipo que incluía nombres como el del mismo Jacobo Muñoz y los de Vicent Ventura, Alfonso Pérez Sánchez y José Luis García Molina. En cuanto a su apariencia y factura, se ha destacado la cuidadosa selección de sus colaboraciones, las ilustraciones de Monjalés que acompañan los textos, la sobriedad y limpieza del diseño y la tipografía y los extensos artículos de su editor sobre la poesía de Aleixandre, Brines y Cernuda. De aparición irregular (si bien la suscripción que ofrecía era de cuatro publicaciones por año), los números 4 y 5 se presentaron en un volumen doble, y los 6, 7 y 8 en uno triple. Este último volumen, monográfico en homenaje a Luis Cernuda en ocasión de su sexagésimo aniversario, constituyó el primer reconocimiento que consagró a este poeta sevillano como uno de los valores fundamentales de la generación del 27.
En cuanto a la orientación ideológica y estética, La Caña Gris refleja la necesidad que sentían los jóvenes escritores, a finales de los años cincuenta, de encontrar un nuevo lenguaje que, sin eludir el compromiso social, diera paso a las poéticas vanguardistas más radicales y acordes con el panorama internacional y con la herencia de la tradición literaria española anterior a la guerra civil, ofreciendo una alternativa a la estética tradicionalista de los poetas agrupados en torno a la revista Garcilaso, que había sido dominante durante la dictadura, pero también una revisión de aquella poesía social que se había convertido en moda durante la década de los años cincuenta y amenazaba caer en fórmulas agotadas y estereotipadas.
La nómina de los colaboradores de La Caña Gris comprende autores de varias generaciones o promociones. La investigadora Ana Sofía Pérez-Bustamante hace su recuento: «tres maestros del 27, diecisiete escritores más o menos consagrados entre el 36 y la primera generación de posguerra, dieciséis de la generación del 50 (tres en la redacción, trece como colaboradores), dos autores de la promoción puente del 60, y ocho de la del 68 (dos en la redacción, cinco colaboradores)». Y concluye que La Caña Gris fue en todos los sentidos un foro multigeneracional, que se desprendió de la exclusiva del realismo social y propuso un modelo de poesía reflexiva de clara estirpe cernudiana.
En sus páginas aparecieron ensayos de Joan Fuster, Josep Iborra, Jacobo Muñoz, Alfons Roig, Mercedes Salisachs, Juan Gil-Albert, José Sanchis Sinisterra, José Olivio Jiménez, Ramón Gaya, José Agustín Goytisolo, Francisco Brines, María Zambrano, José Hierro, José Ángel Valente, Jaime Gil de Biedma, y poemas de Gastón Baquero, Eladio Cabañero, Daniel Sueiro, Luis Cernuda, Carmen Conde, César Simón, Maria Beneyto, Félix Grande, Vicente Aleixandre, Carlos Sahagún, Gabriel Celaya, José Ángel Valente, Carlos Bousoño, Antonio Gala, Octavio Paz, Vicente Gaos y Rosa Chacel. De las colaboraciones en catalán, cabe mencionar los poemas de Xavier Casp, Jaume Vidal Alcover, Joan Valls Jordà, Miquel Dolç, Lluís V. Aracil, Miquel Tarradell y Alfons Cucó.
Publicó también traducciones al castellano de poemas de Sandro Penna, Bertolt Brecht, Cesare Pavese, Hölderlin, Jacques Prévert y Salvatore Quasimodo.